# Olympische Sommerspiele 2016/Teilnehmer (Ägypten)
| Gelbes Symbol für Goldmedaillen mit stilisierten Olympischen Ringen | Graues Symbol für Silbermedaillen mit stilisierten Olympischen Ringen | Braundes Symbol für Bronzemedaillen mit stilisierten Olympischen Ringen |
| ------------------------------------------------------------------- | --------------------------------------------------------------------- | ----------------------------------------------------------------------- |
| —                                                                   | —                                                                     | 3                                                                       |

Ägypten nahm an den Olympischen Spielen 2016 in Rio de Janeiro teil. Das Nationale Olympische Komitee Ägyptens nominierte 123 Athleten in 22 Sportarten.
Fahnenträger bei der Eröffnungsfeier war der Handballspieler Ahmed El-Ahmar. Bei der Schlussfeier repräsentierte die Taekwondoin Hedaya Malak die Delegation.

## Medaillen

### Medaillenspiegel
| Medaillenspiegel Ägypten |              |                              |                           |                           |        |
| Platz                    | Sportart     | Goldmedaille – Olympiasieger | Silbermedaille – 2. Platz | Bronzemedaille – 3. Platz | Gesamt |
| 1                        | Gewichtheben | –                            | –                         | 2                         | 2      |
| 2                        | Taekwondo    | –                            | –                         | 1                         | 1      |

### Medaillengewinner

#### Bronze
| Name         | Sportart     | Wettkampf                |
| ------------ | ------------ | ------------------------ |
| Mohamed Ihab | Gewichtheben | Klasse bis 77 kg         |
| Sara Ahmed   | Gewichtheben | Klasse bis 69 kg         |
| Hedaya Malak | Taekwondo    | Federgewicht (bis 57 kg) |

## Teilnehmer nach Sportarten

### Beachvolleyball
| Athleten                     | Gruppenphase                                              | Gruppenphase                                             | Gruppenphase | Gruppenphase | Achtelfinale  | Achtelfinale  | Viertelfinale | Viertelfinale | Halbfinale    | Halbfinale    | Finale        | Finale        | Rang          |
| Athleten                     | Gegner                                                    | Ergebnis                                                 | Punkte       | Rang         | Gegner        | Ergebnis      | Gegner        | Ergebnis      | Gegner        | Ergebnis      | Gegner        | Ergebnis      | Rang          |
| ---------------------------- | --------------------------------------------------------- | -------------------------------------------------------- | ------------ | ------------ | ------------- | ------------- | ------------- | ------------- | ------------- | ------------- | ------------- | ------------- | ------------- |
| Frauen                       |                                                           |                                                          |              |              |               |               |               |               |               |               |               |               |               |
| Doaa el-Ghobashy Nada Meawad | Ludwig / Walkenhorst Menegatti / Giombini Broder / Valjas | 0:2 (12:21, 15:21) 0:2 (10:21, 13:21) 0:2 (12:21, 16:21) | 3            | 4            | ausgeschieden | ausgeschieden | ausgeschieden | ausgeschieden | ausgeschieden | ausgeschieden | ausgeschieden | ausgeschieden | ausgeschieden |

### Bogenschießen
| Athleten      | Wettbewerb | Qualifikation | Qualifikation | 1. Runde      | 1. Runde    | 2. Runde      | 2. Runde      | Achtelfinale  | Achtelfinale  | Viertelfinale | Viertelfinale | Halbfinale    | Halbfinale    | Finale        | Finale        | Rang |
| Athleten      | Wettbewerb | Ringe         | Rang          | Gegner        | Ergebnis    | Gegner        | Ergebnis      | Gegner        | Ergebnis      | Gegner        | Ergebnis      | Gegner        | Ergebnis      | Gegner        | Ergebnis      | Rang |
| ------------- | ---------- | ------------- | ------------- | ------------- | ----------- | ------------- | ------------- | ------------- | ------------- | ------------- | ------------- | ------------- | ------------- | ------------- | ------------- | ---- |
| Frauen        |            |               |               |               |             |               |               |               |               |               |               |               |               |               |               |      |
| Reem Mansour  | Einzel     | 596           | 56            | Lin Shih-chia | 0-6 (55:79) | ausgeschieden | ausgeschieden | ausgeschieden | ausgeschieden | ausgeschieden | ausgeschieden | ausgeschieden | ausgeschieden | ausgeschieden | ausgeschieden | 33   |
| Männer        |            |               |               |               |             |               |               |               |               |               |               |               |               |               |               |      |
| Ahmed El-Nemr | Einzel     | 644           | 51            | Taylor Worth  | 0-6 (71:82) | ausgeschieden | ausgeschieden | ausgeschieden | ausgeschieden | ausgeschieden | ausgeschieden | ausgeschieden | ausgeschieden | ausgeschieden | ausgeschieden | 33   |

### Boxen
| Athleten                            | Wettbewerb                  | 1. Runde      | 1. Runde | Achtelfinale            | Achtelfinale  | Viertelfinale    | Viertelfinale | Halbfinale    | Halbfinale    | Finale        | Finale        | Rang          |
| Athleten                            | Wettbewerb                  | Gegner        | Ergebnis | Gegner                  | Ergebnis      | Gegner           | Ergebnis      | Gegner        | Ergebnis      | Gegner        | Ergebnis      | Rang          |
| ----------------------------------- | --------------------------- | ------------- | -------- | ----------------------- | ------------- | ---------------- | ------------- | ------------- | ------------- | ------------- | ------------- | ------------- |
| Männer                              |                             |               |          |                         |               |                  |               |               |               |               |               |               |
| Mahmoud Abdelaal                    | Leichtgewicht bis 60 kg     | Reda Benbaziz | 0-3      | ausgeschieden           | ausgeschieden | ausgeschieden    | ausgeschieden | ausgeschieden | ausgeschieden | ausgeschieden | ausgeschieden | ausgeschieden |
| Walid Mohamed                       | Weltergewicht bis 69 kg     | Josh Kelly    | 0-3      | ausgeschieden           | ausgeschieden | ausgeschieden    | ausgeschieden | ausgeschieden | ausgeschieden | ausgeschieden | ausgeschieden | ausgeschieden |
| Hosam Bakr Abdin                    | Mittelgewicht bis 75 kg     | Merven Clair  | 3-0      | Dieudonne Seyi Ntsengue | 3-0           | Misael Rodríguez | 0-3           | ausgeschieden | ausgeschieden | ausgeschieden | ausgeschieden | ausgeschieden |
| Abdelrahman Salah Orabi Abdelgawwad | Halbschwergewicht bis 81 kg | Hrvoje Sep    | 1-2      | ausgeschieden           | ausgeschieden | ausgeschieden    | ausgeschieden | ausgeschieden | ausgeschieden | ausgeschieden | ausgeschieden | ausgeschieden |

### Fechten
| Athleten                                         | Wettbewerb         | 1. Runde          | 1. Runde | 2. Runde              | 2. Runde      | Achtelfinale     | Achtelfinale  | Viertelfinale      | Viertelfinale | Halbfinale / Klassifikation | Halbfinale / Klassifikation | Finale / Platzierung | Finale / Platzierung | Rang          |
| Athleten                                         | Wettbewerb         | Gegner            | Ergebnis | Gegner                | Ergebnis      | Gegner           | Ergebnis      | Gegner             | Ergebnis      | Gegner                      | Ergebnis                    | Gegner               | Ergebnis             | Rang          |
| ------------------------------------------------ | ------------------ | ----------------- | -------- | --------------------- | ------------- | ---------------- | ------------- | ------------------ | ------------- | --------------------------- | --------------------------- | -------------------- | -------------------- | ------------- |
| Frauen                                           |                    |                   |          |                       |               |                  |               |                    |               |                             |                             |                      |                      |               |
| Noura Mohamed                                    | Florett Einzel     | Freilos           | Freilos  | Inès Boubakri         | 4-15          | ausgeschieden    | ausgeschieden | ausgeschieden      | ausgeschieden | ausgeschieden               | ausgeschieden               | ausgeschieden        | ausgeschieden        | ausgeschieden |
| Nada Hafez                                       | Säbel Einzel       | Alejandra Benítez | 11:15    | ausgeschieden         | ausgeschieden | ausgeschieden    | ausgeschieden | ausgeschieden      | ausgeschieden | ausgeschieden               | ausgeschieden               | ausgeschieden        | ausgeschieden        | ausgeschieden |
| Männer                                           |                    |                   |          |                       |               |                  |               |                    |               |                             |                             |                      |                      |               |
| Ayman Fayez                                      | Degen Einzel       | Freilos           | Freilos  | Rubén Limardo         | 15:5          | Gauthier Grumier | 9:15          | ausgeschieden      | ausgeschieden | ausgeschieden               | ausgeschieden               | ausgeschieden        | ausgeschieden        | ausgeschieden |
| Alaaeldin Abouelkassem                           | Florett Einzel     | Freilos           | Freilos  | Alexander Choupenitch | 15:8          | Daniele Garozzo  | 13:15         | ausgeschieden      | ausgeschieden | ausgeschieden               | ausgeschieden               | ausgeschieden        | ausgeschieden        | ausgeschieden |
| Tarek Ayad                                       | Florett Einzel     | Freilos           | Freilos  | Daniele Garozzo       | 8:15          | ausgeschieden    | ausgeschieden | ausgeschieden      | ausgeschieden | ausgeschieden               | ausgeschieden               | ausgeschieden        | ausgeschieden        | ausgeschieden |
| Mohammed Essam                                   | Florett Einzel     | Henrique Marques  | 15:8     | Alexander Massialas   | 7:15          | ausgeschieden    | ausgeschieden | ausgeschieden      | ausgeschieden | ausgeschieden               | ausgeschieden               | ausgeschieden        | ausgeschieden        | ausgeschieden |
| Mohamed Amer                                     | Säbel Einzel       | Gu Bon-gil        | 9:15     | ausgeschieden         | ausgeschieden | ausgeschieden    | ausgeschieden | ausgeschieden      | ausgeschieden | ausgeschieden               | ausgeschieden               | ausgeschieden        | ausgeschieden        | ausgeschieden |
| Alaaeldin Abouelkassem Tarek Ayad Mohammed Essam | Florett Mannschaft | –                 | –        | –                     | –             | –                | –             | Vereinigte Staaten | 37:45         | ausgeschieden               | ausgeschieden               | ausgeschieden        | ausgeschieden        | ausgeschieden |

### Gewichtheben
| Athleten          | Wettbewerb         | Reißen  | Reißen | Stoßen        | Stoßen        | Zweikampf     | Zweikampf     | Rang          |
| Athleten          | Wettbewerb         | Gewicht | Rang   | Gewicht       | Rang          | Gewicht       | Rang          | Rang          |
| ----------------- | ------------------ | ------- | ------ | ------------- | ------------- | ------------- | ------------- | ------------- |
| Frauen            |                    |         |        |               |               |               |               |               |
| Esraa El-Sayed    | Klasse bis 63 kg   | 100 kg  | 6      | 116 kg        | 9             | 216 kg        | 7             | 7             |
| Sara Ahmed        | Klasse bis 69 kg   | 112 kg  | 3      | 143 kg        | 3             | 255 kg        | 3             | Bronze        |
| Shaimaa Haridy    | Klasse über 75 kg  | 117 kg  |        | 161 kg        |               | 278 kg        | 4             | 4             |
| Männer            |                    |         |        |               |               |               |               |               |
| Ahmed Saad        | Klasse bis 62 kg   | 133 kg  | 4      | 161 kg        | 7             | 294 kg        | 5             | 5             |
| Mohamed Ihab      | Klasse bis 77 kg   | 165 kg  | 3      | 196 kg        | 3             | 361 kg        | 3             | Bronze        |
| Ibrahim Abdelbaki | Klasse bis 77 kg   | 152 kg  | 10     | 186 kg        | 9             | 338 kg        | 9             | 9             |
| Ragab Abdelhay    | Klasse bis 94 kg   | 174 kg  |        | 213 kg        |               | 378 kg        | 5             | 5             |
| Gaber Mohamed     | Klasse bis 105 kg  | 173 kg  |        | 204 kg        |               | 377 kg        | 12            | 12            |
| Ahmed Mohamed     | Klasse über 105 kg | 190 kg  |        | nicht beendet | nicht beendet | nicht beendet | nicht beendet | nicht beendet |

### Handball
| Wettbewerb    | Männer |
| ------------- | --- |
| Athleten      | Mamdouh Abouebaid Mahmoud Ramadan Eslam Isaa Mohamed Amer Mohamed El-Bassiouny Mohamed Hashem Ibrahim El-Masry Yehia Elderaa Ahmed El-Ahmar Mahmoud Khalil Karim Handawy Mohamed Shebib Aly Mohamed Mohamed Sanad |
| Trainer       | Marwan Ragab |
| Gruppenphase  | Slowenien 26:27 (15:15) Schweden 26:25 (12:13) Polen 25:33 (10:16) Brasilien 27:27 (15:13) Deutschland 25:31 (12:15)                                                                                              |
| Viertelfinale | ausgeschieden |
| Halbfinale    | ausgeschieden |
| Finale        | ausgeschieden |
| Platzierung   | 9. Platz |

### Judo
| Athleten          | Wettbewerb  | 1. Runde       | 1. Runde    | 2. Runde             | 2. Runde      | Viertelfinale | Viertelfinale | Halbfinale / Trostrunde | Halbfinale / Trostrunde | Finale / Platz 3 | Finale / Platz 3 | Rang |
| Athleten          | Wettbewerb  | Gegner         | Ergebnis    | Gegner               | Ergebnis      | Gegner        | Ergebnis      | Gegner                  | Ergebnis                | Gegner           | Ergebnis         | Rang |
| ----------------- | ----------- | -------------- | ----------- | -------------------- | ------------- | ------------- | ------------- | ----------------------- | ----------------------- | ---------------- | ---------------- | ---- |
| Männer            |             |                |             |                      |               |               |               |                         |                         |                  |                  |      |
| Ahmed Abdelrahman | bis 60 kg   | O. Bestajew    | 000s1:101s1 | ausgeschieden        | ausgeschieden | ausgeschieden | ausgeschieden | ausgeschieden           | ausgeschieden           | ausgeschieden    | ausgeschieden    | 17   |
| Mohamed Mohyeldin | bis 73 kg   | O. Ganbaatar   | 001s1:100s0 | ausgeschieden        | ausgeschieden | ausgeschieden | ausgeschieden | ausgeschieden           | ausgeschieden           | ausgeschieden    | ausgeschieden    | 17   |
| Mohamed Abdelaal  | bis 81 kg   | U. Otgonbaatar | 101s0:000s0 | Chassan Chalmursajew | 000s2:010s1   | ausgeschieden | ausgeschieden | ausgeschieden           | ausgeschieden           | ausgeschieden    | ausgeschieden    | 9    |
| Ramadan Darwish   | bis 100 kg  | D. Dugasse     | 100s0:000s3 | J. Armenteros        | 001s3:000s1   | E. Gasimov    | 000s0:100s0   | K.-R. Frey              | 000s1:100s1             | ausgeschieden    | ausgeschieden    | 7    |
| Islam El-Shehaby  | über 100 kg | O. Sasson      | 000s0:100s1 | ausgeschieden        | ausgeschieden | ausgeschieden | ausgeschieden | ausgeschieden           | ausgeschieden           | ausgeschieden    | ausgeschieden    | 17   |

### Kanu

#### Kanurennsport
| Athleten     | Wettbewerb | Vorlauf  | Vorlauf | Halbfinale    | Halbfinale    | Finale        | Finale        | Rang          |
| Athleten     | Wettbewerb | Zeit     | Rang    | Zeit          | Rang          | Zeit          | Rang          | Rang          |
| ------------ | ---------- | -------- | ------- | ------------- | ------------- | ------------- | ------------- | ------------- |
| Frauen       |            |          |         |               |               |               |               |               |
| Menna Hassan | K-1 200 m  | 49,596 s | 7       | ausgeschieden | ausgeschieden | ausgeschieden | ausgeschieden | ausgeschieden |
| Männer       |            |          |         |               |               |               |               |               |
| Karim Emad   | K-1 200 m  | 37,294 s | 7       | ausgeschieden | ausgeschieden | ausgeschieden | ausgeschieden | ausgeschieden |

### Leichtathletik
Laufen und Gehen 
| Athleten           | Wettbewerb | Runde 1     | Runde 1 | Halbfinale    | Halbfinale    | Finale        | Finale        | Rang          |
| Athleten           | Wettbewerb | Zeit        | Rang    | Zeit          | Rang          | Zeit          | Rang          | Rang          |
| ------------------ | ---------- | ----------- | ------- | ------------- | ------------- | ------------- | ------------- | ------------- |
| Frauen             |            |             |         |               |               |               |               |               |
| Fatma el-Sharnouby | 800 m      | 2:21,24 min | 8       | ausgeschieden | ausgeschieden | ausgeschieden | ausgeschieden | 63            |
| Männer             |            |             |         |               |               |               |               |               |
| Anas Beshr         | 400 m      | DSQ         | DSQ     | ausgeschieden | ausgeschieden | ausgeschieden | ausgeschieden | ausgeschieden |
| Hamada Mohamed     | 800 m      | 1:46,65 min | 16      | 1:48,17 min   | 24            | ausgeschieden | ausgeschieden | 24            |

 Springen und Werfen 
| Athleten               | Wettbewerb | Qualifikation | Qualifikation | Finale        | Finale        | Rang |
| Athleten               | Wettbewerb | Weite/Höhe    | Rang          | Weite/Höhe    | Rang          | Rang |
| ---------------------- | ---------- | ------------- | ------------- | ------------- | ------------- | ---- |
| Männer                 |            |               |               |               |               |      |
| Hassan Mohamed Mahmoud | Hammerwurf | 69,87 m       | 26            | ausgeschieden | ausgeschieden | 26   |

### Moderner Fünfkampf
| Athleten       | Fechten | Fechten | Schwimmen   | Schwimmen | Reiten     | Reiten | Combined     | Combined | Punkte | Rang |
| Athleten       | Bilanz  | Punkte  | Zeit        | Punkte    | Zeit       | Punkte | Zeit         | Punkte   | Punkte | Rang |
| -------------- | ------- | ------- | ----------- | --------- | ---------- | ------ | ------------ | -------- | ------ | ---- |
| Frauen         |         |         |             |           |            |        |              |          |        |      |
| Haydy Morsy    | 14:21   | 184     | 2:26,11 min | 262       | eliminiert | 0      | 13:24,93 min | 496      | 942    | 35   |
| Männer         |         |         |             |           |            |        |              |          |        |      |
| Amro El-Geziry | 18:17   | 208     | 1:55,80 min | 353       | 77,23 s    | 291    | 12:39,19 min | 541      | 1393   | 25   |
| Omar El-Geziry | 23:12   | 239     | 2:03,62 min | 330       | 75,10 s    | 265    | 12:11,94 min | 569      | 1403   | 23   |

### Radsport - Bahn
| Athleten      | Wettbewerb | Qualifikation | Qualifikation | Finals        | Finals        | Rang |
| Athleten      | Wettbewerb | Zeit          | Rang          | Zeit          | Rang          | Rang |
| ------------- | ---------- | ------------- | ------------- | ------------- | ------------- | ---- |
| Frauen        |            |               |               |               |               |      |
| Ebtisam Zayed | Sprint     | 12,290 s      | 27            | ausgeschieden | ausgeschieden | 27   |

### Reiten
| Springen                   |            |                  |               |               |              |              |      |
| Athleten                   | Wettbewerb | Strafpunkte      | Strafpunkte   | Strafpunkte   | Strafpunkte  | Strafpunkte  | Rang |
| Athleten                   | Wettbewerb | 1. Qualifikation | Nationenpreis | Nationenpreis | Einzelfinale | Einzelfinale | Rang |
| Athleten                   | Wettbewerb | 1. Qualifikation | 1. Umlauf     | 2. Umlauf     | 1. Umlauf    | 2. Umlauf    | Rang |
| Karim El Zoghby mit Amelia | Einzel     | (0)              | (9)           | (9)           | –            | –            | 14   |

### Ringen
| Athleten                         | Wettbewerb        | 1. Runde             | 1. Runde | Achtelfinale                     | Achtelfinale  | Viertelfinale     | Viertelfinale | Halbfinale       | Halbfinale    | Hoffnungsrunde Viertelfinale | Hoffnungsrunde Viertelfinale | Hoffnungsrunde Halbfinale | Hoffnungsrunde Halbfinale | Hoffnungsrunde Finale | Hoffnungsrunde Finale | Finale        | Finale        | Rang          |
| Athleten                         | Wettbewerb        | Gegner               | Ergebnis | Gegner                           | Ergebnis      | Gegner            | Ergebnis      | Gegner           | Ergebnis      | Gegner                       | Ergebnis                     | Gegner                    | Ergebnis                  | Gegner                | Ergebnis              | Gegner        | Ergebnis      | Rang          |
| -------------------------------- | ----------------- | -------------------- | -------- | -------------------------------- | ------------- | ----------------- | ------------- | ---------------- | ------------- | ---------------------------- | ---------------------------- | ------------------------- | ------------------------- | --------------------- | --------------------- | ------------- | ------------- | ------------- |
| Freistil Frauen                  |                   |                      |          |                                  |               |                   |               |                  |               |                              |                              |                           |                           |                       |                       |               |               |               |
| Enas Mostafa                     | Klasse bis 69 kg  | Freilos              | Freilos  | Maria Acosta                     | 8:0           | Gilda de Oliveira | 5:1           | Natalia Vorobeva | 2:4           | -                            | -                            | -                         | -                         | Elmira Sysdykowa      | 1:3                   | ausgeschieden | ausgeschieden | 5             |
| Samar Amer                       | Klasse bis 75 kg  | Jekaterina Bukina    | 4:4      | ausgeschieden                    | ausgeschieden | ausgeschieden     | ausgeschieden | ausgeschieden    | ausgeschieden | ausgeschieden                | ausgeschieden                | ausgeschieden             | ausgeschieden             | ausgeschieden         | ausgeschieden         | ausgeschieden | ausgeschieden | ausgeschieden |
| Freistil Männer                  |                   |                      |          |                                  |               |                   |               |                  |               |                              |                              |                           |                           |                       |                       |               |               |               |
| Mohamed Zaghloul                 | Klasse bis 86 kg  | Freilos              | Freilos  | Pedro Francisco Ceballos Fuentes | 0:6           | ausgeschieden     | ausgeschieden | ausgeschieden    | ausgeschieden | ausgeschieden                | ausgeschieden                | ausgeschieden             | ausgeschieden             | ausgeschieden         | ausgeschieden         | ausgeschieden | ausgeschieden | ausgeschieden |
| Diaaeldin Kamal                  | Klasse bis 125 kg | Radhouane Chebbi     | 11:0     | Komeil Ghasemi                   | 0:7           | ausgeschieden     | ausgeschieden | ausgeschieden    | ausgeschieden | ausgeschieden                | ausgeschieden                | ausgeschieden             | ausgeschieden             | ausgeschieden         | ausgeschieden         | ausgeschieden | ausgeschieden | ausgeschieden |
| griechisch-römischer Stil Männer |                   |                      |          |                                  |               |                   |               |                  |               |                              |                              |                           |                           |                       |                       |               |               |               |
| Haithem Mahmoud                  | Klasse bis 59 kg  | Freilos              | Freilos  | Yun Won-chol                     | 1:3           | ausgeschieden     | ausgeschieden | ausgeschieden    | ausgeschieden | ausgeschieden                | ausgeschieden                | ausgeschieden             | ausgeschieden             | ausgeschieden         | ausgeschieden         | ausgeschieden | ausgeschieden | ausgeschieden |
| Adham Ahmed Saleh                | Klasse bis 66 kg  | Freilos              | Freilos  | Mihran Harutjunjan               | 0:4           | ausgeschieden     | ausgeschieden | ausgeschieden    | ausgeschieden | ausgeschieden                | ausgeschieden                | ausgeschieden             | ausgeschieden             | ausgeschieden         | ausgeschieden         | ausgeschieden | ausgeschieden | ausgeschieden |
| Mahmoud Sebie                    | Klasse bis 75 kg  | Elvin Mursaliyev     | 1:3      | ausgeschieden                    | ausgeschieden | ausgeschieden     | ausgeschieden | ausgeschieden    | ausgeschieden | ausgeschieden                | ausgeschieden                | ausgeschieden             | ausgeschieden             | ausgeschieden         | ausgeschieden         | ausgeschieden | ausgeschieden | ausgeschieden |
| Ahmed Othman                     | Klasse bis 85 kg  | Freilos              | Freilos  | Schan Belenjuk                   | 0:9           | ausgeschieden     | ausgeschieden | ausgeschieden    | ausgeschieden | ausgeschieden                | ausgeschieden                | ausgeschieden             | ausgeschieden             | ausgeschieden         | ausgeschieden         | ausgeschieden | ausgeschieden | ausgeschieden |
| Hamdy El-Said                    | Klasse bis 98 kg  | Freilos              | Freilos  | Alin Alexuc                      | 2:3           | ausgeschieden     | ausgeschieden | ausgeschieden    | ausgeschieden | ausgeschieden                | ausgeschieden                | ausgeschieden             | ausgeschieden             | ausgeschieden         | ausgeschieden         | ausgeschieden | ausgeschieden | ausgeschieden |
| Abdellatif Mohamed               | Klasse bis 130 kg | Oleksandr Chernetsky | 0:9      | ausgeschieden                    | ausgeschieden | ausgeschieden     | ausgeschieden | ausgeschieden    | ausgeschieden | ausgeschieden                | ausgeschieden                | ausgeschieden             | ausgeschieden             | ausgeschieden         | ausgeschieden         | ausgeschieden | ausgeschieden | ausgeschieden |

### Rudern
| Athleten             | Wettbewerb | Vorlauf     | Vorlauf | Vorlauf       | Hoffnungslauf | Hoffnungslauf | Hoffnungslauf | Viertelfinale | Viertelfinale | Viertelfinale | Halbfinale  | Halbfinale | Halbfinale    | Finale      | Finale | Rang |
| Athleten             | Wettbewerb | Zeit        | Platz   | Qualifikation | Zeit          | Platz         | Qualifikation | Zeit          | Platz         | Qualifikation | Zeit        | Platz      | Qualifikation | Zeit        | Platz  | Rang |
| -------------------- | ---------- | ----------- | ------- | ------------- | ------------- | ------------- | ------------- | ------------- | ------------- | ------------- | ----------- | ---------- | ------------- | ----------- | ------ | ---- |
| Frauen               |            |             |         |               |               |               |               |               |               |               |             |            |               |             |        |      |
| Nadia Negm           | Einer      | 9:14,55 min | 3       | Viertelfinale | –             | –             | –             | 8:25,75 min   | 6             | Halbfinale C  | 8:39,50 min | 6          | D-Finale      | 8:09,47 min | 6      | 24   |
| Männer               |            |             |         |               |               |               |               |               |               |               |             |            |               |             |        |      |
| Abdelkhalek El-Banna | Einer      | 7:34,05 min | 3       | Viertelfinale | –             | –             | –             | 6:50,82 min   | 3             | Halbfinale    | 7:13,55 min | 5          | B-Finale      | 6:54,94 min | 4      | 10   |

### Schießen
| Athleten           | Wettbewerb                               | Qualifikation   | Qualifikation | Halbfinale      | Halbfinale    | Finale          | Finale        | Ringe/ Scheiben | Rang |
| Athleten           | Wettbewerb                               | Ringe/ Scheiben | Rang          | Ringe/ Scheiben | Rang          | Ringe/ Scheiben | Rang          | Ringe/ Scheiben | Rang |
| ------------------ | ---------------------------------------- | --------------- | ------------- | --------------- | ------------- | --------------- | ------------- | --------------- | ---- |
| Frauen             |                                          |                 |               |                 |               |                 |               |                 |      |
| Afaf El-Hodhod     | Luftpistole 10 Meter                     | 386             | 5             | –               | –             | 137,1           | 5             | 523,1           | 5    |
| Afaf El-Hodhod     | Sportpistole 25 Meter                    | 573             | 25            | ausgeschieden   | ausgeschieden | ausgeschieden   | ausgeschieden | 573             | 25   |
| Schimaa Hashad     | Luftgewehr 10 Meter                      | 413,2           | 27            | –               | –             | ausgeschieden   | ausgeschieden | 413,2           | 27   |
| Hadir Mekhimar     | Luftgewehr 10 Meter                      | 401,3           | 49            | –               | –             | ausgeschieden   | ausgeschieden | 401,3           | 49   |
| Männer             |                                          |                 |               |                 |               |                 |               |                 |      |
| Samy Abdel Razek   | Luftpistole 10 Meter                     | 574             | 30            | –               | –             | ausgeschieden   | ausgeschieden | 574             | 30   |
| Ahmed Mohamed      | Luftpistole 10 Meter                     | 564             | 45            | –               | –             | ausgeschieden   | ausgeschieden | 564             | 45   |
| Ahmed Shaban       | Sportpistole 25 Meter                    | 562             | 23            | –               | –             | ausgeschieden   | ausgeschieden | 562             | 23   |
| Samy Abdel Razek   | Freie Pistole 50 Meter                   | 534             | 37            | –               | –             | ausgeschieden   | ausgeschieden | 534             | 37   |
| Hamada Talat       | Luftgewehr 10 Meter                      | 618,2           | 39            | –               | –             | ausgeschieden   | ausgeschieden | 618,2           | 39   |
| Hamada Talat       | Kleinkaliber Dreistellungskampf 50 Meter | 1151            | 41            | –               | –             | ausgeschieden   | ausgeschieden | 1151            | 41   |
| Ahmed Darwish      | Kleinkaliber liegend 50 Meter            | 615,0           | 44            | –               | –             | ausgeschieden   | ausgeschieden | 615,0           | 44   |
| Ahmed Kamar        | Trap                                     | 119             | 4             | 12              | 5             | ausgeschieden   | ausgeschieden | 131             | 5    |
| Abdel-Aziz Mehelba | Trap                                     | 112             | 24            | ausgeschieden   | ausgeschieden | ausgeschieden   | ausgeschieden | 112             | 24   |

### Schwimmen
| Athleten         | Wettbewerb          | Vorlauf      | Vorlauf | Halbfinale    | Halbfinale    | Finale        | Finale        | Rang |
| Athleten         | Wettbewerb          | Zeit         | Rang    | Zeit          | Rang          | Zeit          | Rang          | Rang |
| ---------------- | ------------------- | ------------ | ------- | ------------- | ------------- | ------------- | ------------- | ---- |
| Frauen           |                     |              |         |               |               |               |               |      |
| Farida Osman     | 50 m Freistil       | 24,91 s      | 18      | ausgeschieden | ausgeschieden | ausgeschieden | ausgeschieden | 18   |
| Farida Osman     | 100 m Schmetterling | 57,83 s      | 11      | 58,26 s       | 11            | ausgeschieden | ausgeschieden | 11   |
| Reem Kaseem      | 10 km Freiwasser    | –            | –       | –             | –             | 2:05:19 h     | 25            | 25   |
| Männer           |                     |              |         |               |               |               |               |      |
| Ali Khalafalla   | 50 m Freistil       | 22,25 s      | 23      | ausgeschieden | ausgeschieden | ausgeschieden | ausgeschieden | 23   |
| Marwan Elkamash  | 200 m Freistil      | 1:47,53 min  | 24      | ausgeschieden | ausgeschieden | ausgeschieden | ausgeschieden | 24   |
| Ahmed Akram      | 400 m Freistil      | 3:49,46 min  | 27      | ausgeschieden | ausgeschieden | ausgeschieden | ausgeschieden | 27   |
| Marwan Elkamash  | 400 m Freistil      | 3:47,43 min  | 16      | ausgeschieden | ausgeschieden | ausgeschieden | ausgeschieden | 16   |
| Ahmed Akram      | 1500 m Freistil     | 14:58,37 min | 11      | –             | –             | ausgeschieden | ausgeschieden | 11   |
| Mohamed Hussein  | 200 m Lagen         | 2:02,36 min  | 25      | ausgeschieden | ausgeschieden | ausgeschieden | ausgeschieden | 25   |
| Marwan El-Amrawy | 10 km Freiwasser    | –            | –       | –             | –             | 1:59:17 h     | 23            | 23   |

### Segeln
Fleet Race
| Athleten    | Wettbewerb | Qualifikation | Qualifikation | Medal Race    | Medal Race    | Punkte | Rang |
| Athleten    | Wettbewerb | Punkte        | Rang          | Punkte        | Rang          | Punkte | Rang |
| ----------- | ---------- | ------------- | ------------- | ------------- | ------------- | ------ | ---- |
| Männer      |            |               |               |               |               |        |      |
| Ahmed Ragab | Laser      | 349           | 43            | ausgeschieden | ausgeschieden | 349    | 43   |

### Synchronschwimmen
| Athletinnen                | Wettbewerb | Qualifikation | Qualifikation | Finale        | Finale        | Rang |
| Athletinnen                | Wettbewerb | Punkte        | Rang          | Punkte        | Rang          | Rang |
| -------------------------- | ---------- | ------------- | ------------- | ------------- | ------------- | ---- |
| Frauen                     |            |               |               |               |               |      |
| Samia Ahmed Dara Hassanien | Duett      | 77,6000       | 23            | ausgeschieden | ausgeschieden | 23   |

### Taekwondo
| Athleten      | Wettbewerb       | Achtelfinale    | Achtelfinale | Viertelfinale | Viertelfinale | Hoffnungsrunde Halbfinale | Hoffnungsrunde Halbfinale | Halbfinale    | Halbfinale    | Hoffnungsrunde Finale | Hoffnungsrunde Finale | Finale          | Finale        | Rang          |
| Athleten      | Wettbewerb       | Gegner          | Ergebnis     | Gegner        | Ergebnis      | Gegner                    | Ergebnis                  | Gegner        | Ergebnis      | Gegner                | Ergebnis              | Gegner          | Ergebnis      | Rang          |
| ------------- | ---------------- | --------------- | ------------ | ------------- | ------------- | ------------------------- | ------------------------- | ------------- | ------------- | --------------------- | --------------------- | --------------- | ------------- | ------------- |
| Frauen        |                  |                 |              |               |               |                           |                           |               |               |                       |                       |                 |               |               |
| Hedaya Malak  | Klasse bis 57 kg | Doris Patiño    | 13:0         | Mayu Hamada   | 3:0           | -                         | -                         | Eva Calvo     | 0:1           | -                     | -                     | Raheleh Asemani | 1:0           | Bronze        |
| Seham Sawalhy | Klasse bis 67 kg | Ruth Gbagbi     | 3:4          | ausgeschieden | ausgeschieden | ausgeschieden             | ausgeschieden             | ausgeschieden | ausgeschieden | ausgeschieden         | ausgeschieden         | ausgeschieden   | ausgeschieden | ausgeschieden |
| Männer        |                  |                 |              |               |               |                           |                           |               |               |                       |                       |                 |               |               |
| Ghofran Zaki  | Klasse bis 68 kg | Ahmad Abughaush | 1:9          | ausgeschieden | ausgeschieden | ausgeschieden             | ausgeschieden             | ausgeschieden | ausgeschieden | ausgeschieden         | ausgeschieden         | ausgeschieden   | ausgeschieden | ausgeschieden |

### Tischtennis
| Athleten           | Wettbewerb | Vorrunde     | Vorrunde | 1. Runde         | 1. Runde      | 2. Runde      | 2. Runde      | 3. Runde      | 3. Runde      | 4. Runde      | 4. Runde      | Viertelfinale | Viertelfinale | Halbfinale    | Halbfinale    | Finale        | Finale        | Rang          |
| Athleten           | Wettbewerb | Gegner       | Ergebnis | Gegner           | Ergebnis      | Gegner        | Ergebnis      | Gegner        | Ergebnis      | Gegner        | Ergebnis      | Gegner        | Ergebnis      | Gegner        | Ergebnis      | Gegner        | Ergebnis      | Rang          |
| ------------------ | ---------- | ------------ | -------- | ---------------- | ------------- | ------------- | ------------- | ------------- | ------------- | ------------- | ------------- | ------------- | ------------- | ------------- | ------------- | ------------- | ------------- | ------------- |
| Frauen             |            |              |          |                  |               |               |               |               |               |               |               |               |               |               |               |               |               |               |
| Nadeen El-Dawlatly | Einzel     | -            | -        | Petra Lovas      | 0:4           | ausgeschieden | ausgeschieden | ausgeschieden | ausgeschieden | ausgeschieden | ausgeschieden | ausgeschieden | ausgeschieden | ausgeschieden | ausgeschieden | ausgeschieden | ausgeschieden | ausgeschieden |
| Dina Meshref       | Einzel     | Safa Saidani | 4:0      | Nanthana Komwong | 1:4           | ausgeschieden | ausgeschieden | ausgeschieden | ausgeschieden | ausgeschieden | ausgeschieden | ausgeschieden | ausgeschieden | ausgeschieden | ausgeschieden | ausgeschieden | ausgeschieden | ausgeschieden |
| Männer             |            |              |          |                  |               |               |               |               |               |               |               |               |               |               |               |               |               |               |
| Khalid Assar       | Einzel     | Jianan Wang  | 3:4      | ausgeschieden    | ausgeschieden | ausgeschieden | ausgeschieden | ausgeschieden | ausgeschieden | ausgeschieden | ausgeschieden | ausgeschieden | ausgeschieden | ausgeschieden | ausgeschieden | ausgeschieden | ausgeschieden | ausgeschieden |
| Omar Assar         | Einzel     | -            | -        | Brian Afanador   | 4:2           | Lei Kou       | 3:4           | ausgeschieden | ausgeschieden | ausgeschieden | ausgeschieden | ausgeschieden | ausgeschieden | ausgeschieden | ausgeschieden | ausgeschieden | ausgeschieden | ausgeschieden |

### Turnen

#### Gerätturnen
| Athleten         | Wettbewerb       | Qualifikation | Qualifikation | Finale        | Finale        | Rang |
| Athleten         | Wettbewerb       | Punkte        | Rang          | Punkte        | Rang          | Rang |
| ---------------- | ---------------- | ------------- | ------------- | ------------- | ------------- | ---- |
| Frauen           |                  |               |               |               |               |      |
| Sherine El-Zeiny | Stufenbarren     | 14.133        | 40            | ausgeschieden | ausgeschieden | 40   |
| Sherine El-Zeiny | Schwebebalken    | 12.800        | 66            | ausgeschieden | ausgeschieden | 66   |
| Sherine El-Zeiny | Boden            | 12.533        | 69            | ausgeschieden | ausgeschieden | 69   |
| Sherine El-Zeiny | Mehrkampf Einzel | 53.232        | 39            | ausgeschieden | ausgeschieden | 39   |

### Volleyball
| Wettbewerb    | Männer |
| ------------- | --- |
| Athleten      | Abou Abd Elahim Ahmed Abdel Naeim Mamdouh Abdelrehim Ashraf Abouelhassan Mohamed Thakil Mohamed Masoud Ahmed Afifi Hossam Abdalla Mohamed Badawy Omar Hassan Ahmed Elkotb Ahmed Mohamed |
| Trainer       | Gulineli Flavio |
| Gruppenphase  | Polen (0:3) Kuba (3:0) Russland (0:3) Iran (0:3) Argentinien (0:3) |
| Viertelfinale | ausgeschieden |
| Halbfinale    | ausgeschieden |
| Finale        | ausgeschieden |

### Wasserspringen
| Athleten         | Wettbewerb        | Vorkampf | Vorkampf | Halbfinale    | Halbfinale    | Finale        | Finale        | Rang |
| Athleten         | Wettbewerb        | Punkte   | Rang     | Punkte        | Rang          | Punkte        | Rang          | Rang |
| ---------------- | ----------------- | -------- | -------- | ------------- | ------------- | ------------- | ------------- | ---- |
| Frauen           |                   |          |          |               |               |               |               |      |
| Maha Amer        | Kunstspringen 3 m | 238,55   | 28       | ausgeschieden | ausgeschieden | ausgeschieden | ausgeschieden | 28   |
| Maha Abdel Salam | Turmspringen 10 m | 276,15   | 24       | ausgeschieden | ausgeschieden | ausgeschieden | ausgeschieden | 24   |
| Männer           |                   |          |          |               |               |               |               |      |
| Youssef Selim    | Kunstspringen 3 m | 360,95   | 25       | ausgeschieden | ausgeschieden | ausgeschieden | ausgeschieden | 25   |
| Mohab Ishak      | Turmspringen 10 m | 305,50   | 28       | ausgeschieden | ausgeschieden | ausgeschieden | ausgeschieden | 28   |